# Драхенфельс, Петер Филипп фон
Пе́тер Фили́пп фон Дра́хенфельс (нем. Peter Philipp von Drachenfels; 9 февраля 1795, Шлампен, Курляндия и Семигалия — 10 июля 1879, Граузден, Курляндская губерния) — митавский и газенпотский окружной маршал; курляндский ландботенмаршал (1832—1833, 1836—1837).

## Биография
Учился в Джуксте и Газенпоте, затем — в митавской гимназии (1814), в Гейдельберге (1814).
В 1815—1819 годы служил в курляндском драгунском полку, вышел в отставку в звании лейтенанта.
В 1820 году вернулся в Граузден. В 1828—1840 — митавский, в 1840—1866 газенпотский окружной маршал; одновременно (1832—1833, 1836—1837) — ландботенмаршал.
Участвовал в создании учительской семинарии в Ирлаве и в 1840—1876 годы был президентом её попечительского совета. В 1846—1876 годы — советник дирекции Курляндского кредитного союза, в 1850—1879 — попечитель Екатерининского монастыря в Митаве.
Написал «Ein Jugendleben in Alt-Kurlands Tagen» (опубликовано в 1887).
Похоронен на кладбище Pluģu в Граузде.

### Семья
Отец — Эрнст Филипп фон Драхенфельс (нем. Ernst Philipp von Drachenfels; ? — 1807); мать — Магдалена Агнезе, урожд. фон Штромберг (нем. Magdalena Agnese von Stromberg; ? — 1805).
Жена (с 19.3.1820) — Фридерика, урожд. фон Оргиз-Рутенберг (нем. Friederike von Orgies gen. Rutenberg; ? — 1850).
Дети:
- Готтард Фердинанд Филипп Эдуард (нем. Gotthard Ferdinand Philipp Eduard von Drachenfels; 4.3.1821, Митава — 1882[3]);
- Магдалена Луиза (нем. Magdalena Louise von Drachenfels);
- Иоганн Петер (нем. Johann Peter von Drachenfels);
- Карл Генрих (нем. Carl Heinrich von Drachenfels);
- Шарлотта Элизабет Фридерика (нем. Charlotte Elisabeth Friederike von Drachenfels);
- Теодор Кристоф (нем. Theodor Christoph von Drachenfels);
- Мария Адельгейда (нем. Maria Adelheid), замужем (с 30.10.1870) за А. Ф. Ферсманом (1813—1880), генерал-лейтенантом артиллерии[4];
- Пауль Оскар Эмиль (нем. Paul Oscar Emil von Drachenfels).

## Комментарии
1. ↑  Ныне — Слампе, центр одноимённой волости, Тукумский край, Латвия.
2. ↑  Ныне — Граузде[латыш.] в Джукстской волости[латыш.], Тукумский край, Латвия.